# Marmessoidea quadriguttata
Marmessoidea quadriguttata är en insektsart som först beskrevs av Hermann Burmeister 1838.  Marmessoidea quadriguttata ingår i släktet Marmessoidea och familjen Diapheromeridae. Inga underarter finns listade i Catalogue of Life.